# Предаєвич Віра Леонідівна
Віра Леонідівна Предаєвич (28 серпня 1928, Одеса, Українська СРР — 9 квітня 2003, Київ, Україна).  — українська акторка театру і кіно. Народна артистка України (1996).

## Біографія
Закінчила Одеське театральне училище (1950) та Київський державний інститут театрального мистецтва ім. І. Карпенка-Карого (1968).
З 1953 р. — акторка Київського російського драматичного театру ім. Лесі Українки (вистави: «Мораль пані Дульської» Г. Запольської, «Історія однієї пристрасті» Г. Джеймса (місс Джуліана) тощо).

## Фільмографія
Грала у фільмах:
- «Діти сонця» (1956, фільм-спектакль; Ліза)
- «Мораль пані Дульської» (1957, фільм-спектакль; Хеся)
- «Шельменко-денщик» (1957, Євжені)
- «Вогненний міст» (1958, фільм-спектакль; епізод)
- «Це було навесні» (1959)
- «Прощавайте, голуби» (1960, екскурсоводка)
- «Артист із Коханівки» (1961, Нонна Епіфанівна)
- «Зайвий хліб» (1967)
- «Останні» (1962, фільм-спектакль)
- «Ми, двоє чоловіків» (1962, мати Юри)
- «Немає невідомих солдатів» (1965)
- «Віра, Надія, Любов» (1972)
- «Переходимо до любові» (1975)
- «Гармонія» (1977)
- «Про шалене кохання, снайпера і космонавта» (1992)
- «Шалені гроши» (1995, фільм-спектакль)
- «Історія однієї пристрасті» (1997, телеверсія спектаклю; місс Джуліана)[2] та ін.

Озвучування мультфільму:
- «Про смугасте слоненя» (1971)[3]

## Родина
Чоловік - Ануров Олександр Герасимович (1914-1995). Актор театру і кіно. Народний артист УРСР (1976).
Син - Ануров Олександр Олександрович (1964-2015). Актор театру і кіно. Театральний режисер.